# Il romanzo di un giovane povero (film 1958)
Il romanzo di un giovane povero è un film del 1958, diretto da Marino Girolami.